# Општина Аврамени (Ботошани)
Аврамени (рум. Avrămeni) општина је у Румунији у округу Ботошани.
Oпштина се налази на надморској висини од 195 m.